# Fazendinha da Penha
A Área de Proteção Ambiental da Fazendinha do IAPI da Penha, localiza-se no bairro da Penha, na cidade do Rio de Janeiro, no Brasil.
É uma unidade de conservação destinada a proteger e conservar a qualidade ambiental do IAPI da Penha, localidade que fica dentro do bairro da Penha, situada à margem de uma das mais poluídas e barulhentas vias da cidade da Avenida Brasil. É um espaço verde de 150 quilômetros quadrados, mantido pela Sociedade Nacional de Agricultura.
O espaço é muito utilizado pela população local para prática esportivas e passeios escolares. Uma parte do lugar é ocupado pela Universidade Castelo Branco, oferecendo cursos de graduação na área da Ciências da Saúde e do Meio Ambiente.